# Bitwa pod Kaniowem
Bitwa pod Kaniowem – bitwa pomiędzy oddziałami II Korpusu Polskiego a oddziałami niemieckimi dążącymi do jego rozbrojenia, stoczona 11 maja 1918 koło Kaniowa.

## Geneza
15 lutego 1918, protestując przeciwko postanowieniom traktatu brzeskiego, II Brygada Legionów Polskich wraz z innymi oddziałami polskimi przebiła się przez front austriacko-rosyjski pod Rarańczą i połączyła się z polskimi formacjami w Rosji, tworząc w ten sposób II Korpus Polski na Wschodzie. Obecność jednostek polskich na Ukrainie była widziana przez Niemcy jako naruszenie warunków traktatu brzeskiego.
6 maja 1918 generał Zierhold przesłał dowództwu II Korpusu ultimatum złożenia broni w przeciągu trzech godzin. W odpowiedzi na to II Korpus rozpoczął przygotowania do obrony. Było to dla Niemców zaskoczeniem. Nie spodziewali się oni oporu ze strony Polaków. O godzinie 11:30 w nocy Niemcy wycofali ultimatum, stwierdzając, że zaszło nieporozumienie; równocześnie zaczęli ściągać pod Kaniów posiłki.

## Przebieg walk

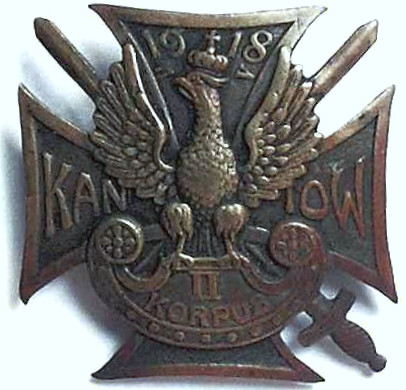
Odznaka pamiątkowa Związku Kaniowczyków, wykonana z mosiądzu (rewers)

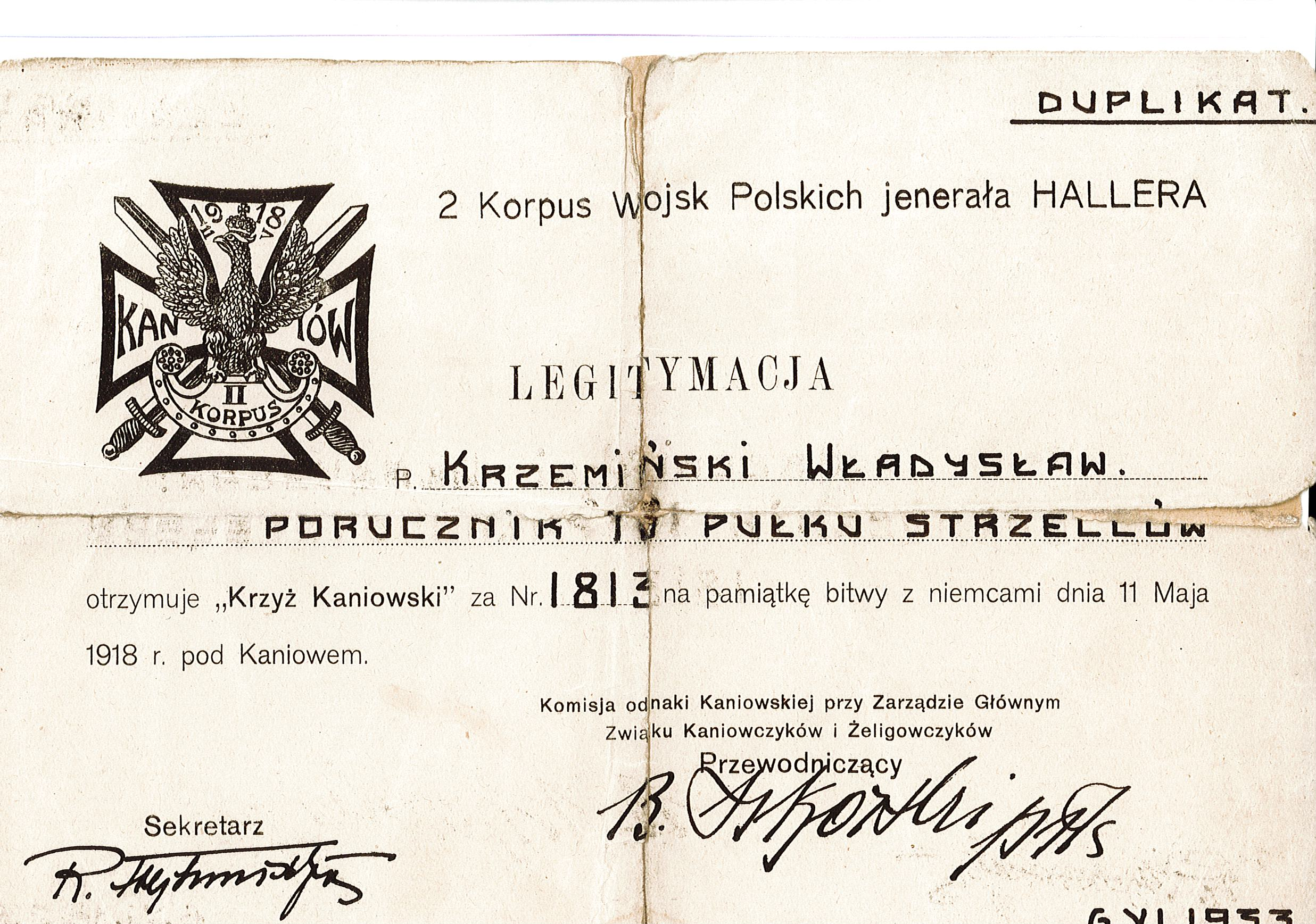
Legitymacja "Krzyż Kaniowski" bitwa pod Kaniowem 11.05.1918 r.

W nocy z 10 na 11 maja 1918 bez żadnych uprzedzeń przeważające liczebnie oddziały niemieckie zaatakowały jednostki polskie rozlokowane w okolicy Kaniowa. Pierwsze uderzenie skierowano na Kutelewkę i Potok. 1 szwadron 6 pułku ułanów rozlokowany w Kutelewce został całkowicie rozbity. Tylko jeden ułan, postrzelony w rękę, zdążył dojechać do Masłówki i zaalarmować dowództwo. Uderzenie na Potok wyprowadzono z trzech stron. Zaskoczyło to śpiących żołnierzy i pozwoliło Niemcom na zajęcie wsi. W ręce Niemców wpadła bateria artylerii, odcięty został 16 pułk strzelców i Legia Oficerska.
Wkrótce jednak nastąpiła koncentracja. Oddziały polskie cofnęły się do rejonu wioski Joremczycha i tam zajęły pozycje obronne. Legia Oficerska odbiła będący czasowo w niewoli sztab dywizji. 5 Dywizja wycofywała się w kierunku Masłówki.
Godzinę później Niemcy zaatakowali Kozin. W trakcie dalszych walk ok. godz. 9.00 podporządkowane płk. Sochaczewskiemu – dowódcy 5 p. uł. – dwa szwadrony 6 p. uł. (1-szy dowodzony przez por. K. Lenartowicza i 2-gi dowodzony przez por. W. Cieślińskiego) przeprowadziły brawurową szarżę na zagrażającą 5 p. uł. piechotę niemiecką. W trakcie walki „...dużo piechurów zginęło od cięć szabel, reszta rzuciła się w nieładzie do ucieczki, do niewoli dostało się ok. 50 piechurów, dwa ckm i pewna ilość broni ręcznej. Straty własne były: 1 zabity i 5 rannych ułanów.” Obaj oficerowie prowadzący szarżę zostali odznaczeni Krzyżem Orderu Virtuti Militari V klasy.
Zaalarmowana 4 Dywizja wyszła na wyznaczone uprzednio pozycje: 14 pułk strzelców obsadził rubież na zachód i północny zachód od Kozina, 13 ps od strony Jemczychy, a 14 ps ppłk. Orlika-Łukoskiego po krótkiej, ale krwawej walce na ulicach Kozina, cofnął się ku Jemczysze. Jego 4 kp została pod cerkwią kozińską otoczona przez Niemców i wezwana do złożenia broni. Dowódca kompanii kpt. Brandys bronił się jednak do końca.
Koncentryczny atak Niemców objął też cały rejon tyłowy korpusu. Walczono w Kozinie, Stepańcach, Sieniawce i Tulińcach. 1 Pułk Inżynieryjny pod dowództwem kpt. Górskiego obsadził prawe skrzydło nowych stanowisk korpusu pod Jemczychą. Groblę pod Kozinem obsadził 14 pułk strzelców. Grobli pod Masłówką broniły skutecznie zdziesiątkowane oddziały 5 Dywizji. Brygada artylerii ze SO Szandry otworzyła ogień na koncentrujące się w Kozinie i Masłówce niemieckie bataliony.
Około 8:00 dowództwo korpusu zorganizowało obronę pozycyjną. Stanowiła ona zamknięty czworobok o obwodzie ok. 15 km. Zachodni i północno-zachodni odcinek obsadziła 4 Dywizja Strzelecka. Na prawo od 4 DS. przejść przez błota i groble od strony Masłówki broniły oddziały 5 DP, a w zasadzie jej 15 ps. Odcinek wschodni obsadził 5 pułk ułanów i pułk inżynieryjny. Lukę od Kopiowatej zamykał 6 pułk ułanów. W centrum w małym lasku znajdowały się SO artylerii, ukryły się parki, tabory i ambulanse. Sztab korpusu znajdował się w Jeremczysze.
Niemcy już ostrożniej zaatakowali nowe stanowiska. Ich ataki były odpierane przez broniących. Wieczorem zabrakło jednak amunicji i korpus złożył broń. 12 maja II Korpus został rozwiązany.

## Rezultat
Po całodziennej walce i wyczerpaniu się zapasów amunicji II Korpus Polski został zmuszony do złożenia broni. Straty niemieckie wyniosły ok. 1500 zabitych i rannych, polskie nie przekraczały 1000. Niemcy nie dotrzymali warunków kapitulacji, rozbrojonych jeńców ograbili i wysyłali do obozów jenieckich. Wzięto do niewoli 3000 żołnierzy i 250 oficerów. Drugie tyle, w tym gen. Haller, zdołało zbiec i uniknąć niewoli.
Henryk Bagiński napisał:

Bój pod Kaniowem, w chwili największych zwycięstw Niemców na zachodzie i wschodzie, miał ogromne znaczenie polityczne i moralne dla całego narodu polskiego, jako protest orężny przeciw przemocy okupantów, jedynej podówczas, niezależnej Polskiej Siły Zbrojnej.

## Tradycje
Na pamiątkę bitwy pułki z okresu II Rzeczypospolitej kultywowały tradycje kaniowskie. Były to:
- 28 Pułk Strzelców Kaniowskich (mp. Łódź; 10 DP)
- 29 Pułk Strzelców Kaniowskich (mp. Kalisz; 25 DP)
- 30 Pułk Strzelców Kaniowskich (mp. Warszawa, Cytadela; 10 DP)
- 31 Pułk Strzelców Kaniowskich (mp. Łódź; 10 DP)
- 6 Pułk Ułanów Kaniowskich (mp. Stanisławów; Podolska BK)

Walki pod Kaniowem zostały upamiętnione na Grobie Nieznanego Żołnierza w Warszawie, napisem na jednej z tablic, w okresie II RP i po 1990 „Kaniów 11 V 1918”.